# Colibri de Berlepsch
Chaetocercus berlepschi
Espèce
Statut de conservation UICN

 EN A2c+3c+4c;B1ab(i,ii,iii,iv,v);C2a(ii) : En danger
Statut CITES
Le Colibri de Berlepsch (Chaetocercus berlepschi Simon, 1889) est une espèce d'oiseaux appartenant à la famille des Trochilidae. Cette espèce est endémique de l'Équateur.
Le nom de cette espèce commémore Hans von Berlepsch (1850-1915).

Carte de répartition de l'espèce